# L'Empereur Jus de tomate
Pour plus de détails, voir Fiche technique et Distribution.
L'Empereur Jus de tomate (トマトケチャップ皇帝, Tomato kechappu kōtei) est un film japonais réalisé par Shūji Terayama en 1971 à partir de sa propre pièce radiophonique La Chasse aux adultes (1960).
Il s'agit d'un étrange conte fantastique qui met en scène de jeunes enfants qui se révoltent contre les adultes et prennent le pouvoir. Le film fut à l'époque, l'objet de diverses censures, car il montre des enfants s'adonnant à des activités sexuelles entre eux et avec des adultes. Ainsi en 1971, le film sort dans une version courte de 29 minutes, il faut attendre 1996 pour qu'une version restaurée de 72 minutes voie le jour.

## Synopsis
Les préadolescents se sont révoltés contre leurs parents parce qu'ils les privaient de la libre expression de leur sexualité ; armés jusqu'aux dents, ils se vengent des adultes et font régner par la terreur un ordre nouveau : ils instaurent une société où les contes de fées et les ébats amoureux occupent une place centrale et se mêlent harmonieusement ; des magiciennes-geishas y jouent à la fois le rôle d'amantes et de mères, les instituteurs sont condamnés à mort.
Finalement, si ce film peut être ressenti comme choquant, c'est moins par l'audace toute relative des scènes érotiques que par la violence et la cruauté des scènes de révolte, dont les images rappellent parfois douloureusement les exactions et les tortures perpétrées par certaines dictatures bien réelles. C'est d'ailleurs essentiellement ces scènes qui ont été supprimées pour constituer la version censurée. Cette dernière a réduit le film à 29 minutes contre 72 minutes pour la version initiale.

## Fiche technique
- Titre français : L'Empereur Jus de tomate ou L’Empereur Tomato-Ketchup[3]
- Titre original : トマトケチャップ皇帝 (Tomato kechappu kōtei?)
- Réalisation : Shūji Terayama
- Scénario : Shūji Terayama
- Photographie : Hajime Sawatari
- Montage : Yao Matsuzawa et Shūji Terayama
- Musique : J. A. Seazer et Shūji Terayama
- Producteur : Michi Tanaka
- Sociétés de production : Art Theatre Guild
- Pays d'origine :  Japon
- Langue originale : japonais
- Format : noir et blanc - 4:3 - Format 16 mm - son mono
- Genre :
- Durée : 29 min / 72 min
- Date de sortie :
  - Japon : 1971
  - France : 19 mars 1975[3]

## Distribution
- Goro Abashiri
- Tarō Apollo
- Shiro Demaemochi
- Mitsufumi Hashimoto

## Autour du film
Le film est présenté au Festival de Cannes en section court métrage en 1972. Il reçoit le Prix du Court Métrage au Festival international du Jeune Cinéma de Toulon la même année.
Le titre sera repris plus tard par Bérurier Noir pour leur EP L'Empereur Tomato Ketchup en 1986, ainsi que par le groupe Stereolab pour l'album Emperor Tomato Ketchup en 1996.